# Mirosternus plebeius
Mirosternus plebeius är en skalbaggsart som beskrevs av Perkins 1910. Mirosternus plebeius ingår i släktet Mirosternus och familjen trägnagare. Inga underarter finns listade i Catalogue of Life.